# Galianora
Galianora är ett släkte av spindlar. Galianora ingår i familjen hoppspindlar.
Kladogram enligt Catalogue of Life:
| Galianora | \| \| Galianora bryicola \| \| \| \| \| \| Galianora sacha \| \| \| \| |
|           | \| \| Galianora bryicola \| \| \| \| \| \| Galianora sacha \| \| \| \| |
|           | Galianora bryicola                                                     |
|           |                                                                        |
|           | Galianora sacha                                                        |
|           |                                                                        |